# Киевлянин (альманах)

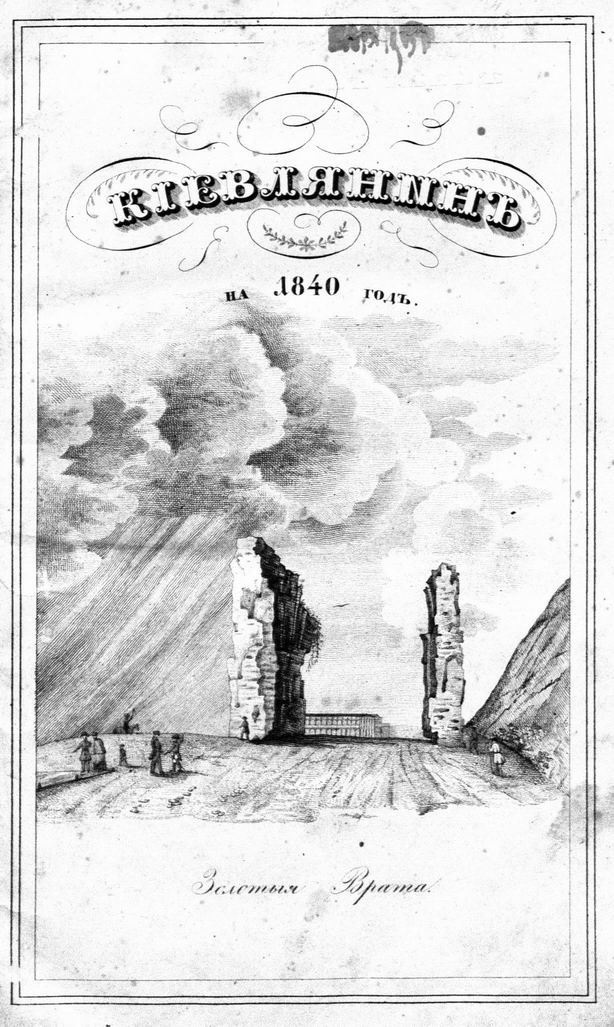
Фронтиспис первой книги альманаха «Киевлянин» с изображением Золотых ворот в Киеве

«Киевлянин» (укр. Киянин, рус. дореф. Кіевлянинъ) — Литературно-исторический альманах, который издавал М. Максимович. Вышло три книги: две первые в Киеве (1840 и 1841), третья — в Москве (1850).
Болезнь М. А. Максимовича, его затруднительное материальное положение и жестокий цензурный террор 1848—1855 годов остановили выход сборника «Кіевлянинъ».

## Содержимое и критика
Альманах публиковал:
- исторические документы, статьи;
- литературные художественные произведения;
- литературоведческие статьи.

В сборниках содержались многочисленные статьи по истории Киева, Переяслава, Волыни, всей Киевской и Галицкой Руси, автором которых был в основном М. Максимович. Среди авторов художественных произведений были украинские писатели — Евгений Гребенка, Григорий Квитка-Основьяненко, Пантелеймон Кулиш.
Из литературоведческих статей привлекали внимание исследования самого М. А. Максимовича «О стихотворениях червонорусских», в которых автор указал на схоластический характер тогдашней литературы на западноукраинских землях, произведения которой, в основном панегирического характера (прославление церковных лиц, цесарей), писались искусственным, непонятным народу языком. Максимович призвал в этой статье галицких поэтов ориентироваться на русскую и украинскую литературу, изучать и развивать народный язык, преподносить его на уровень литературного.
Критика (Г. Ф. Квитка-Основьяненко, В. Г. Белинский и другие) тепло встретила появление сборника. В. Г. Белинский определил «Киевлянинъ» М. А. Максимовича как «более учёный, чем литературный альманах».
М. Максимович также подвергся критике со стороны российской шовинистической печати за издание «Киевлянина».